# Woodstock '94
Woodstock '94 è un festival musicale tenutosi nel 1994 in occasione del venticinquesimo anniversario dell'originale festival di Woodstock (1969).
Il festival era originariamente previsto per i giorni 13 e 14 agosto, ma in seguito fu aggiunto anche un terzo giorno (il 12 agosto).
Fu organizzato da Michael Lang, John P. Roberts e Joel Rosenman.
Il motto usato per promuovere il festival era 2 More Days of Peace and Music ("Altri 2 giorni di pace e musica").
Il luogo in cui si svolse l'evento era un largo campo situato a Saugerties, una cittadina a circa 200 chilometri da New York e a una decina da Woodstock. In quella località aveva casa il produttore Albert Grossman e negli anni sessanta vi abitò il cantante Bob Dylan.

## "Mudstock"
Il concerto fu soprannominato "Mudstock", a causa di un improvviso acquazzone che colpì la zona dove si teneva il concerto (Mud può essere tradotto come fango, melma). Durante il concerto dei Green Day iniziò una vera e propria battaglia di fango tra la band e gli spettatori, in cui fu coinvolto Wavy Gravy. Fu particolarmente preso di mira Mike Dirnt, bassista della band. Alla fine del loro concerto i Green Day dovettero andare via in elicottero.
I Primus, noto gruppo alternative rock, suonarono la canzone "My Name Is Mud" e il cantante e bassista Les Claypool dichiarò che quello era il titolo della canzone, e non avrebbe gradito essere ricoperto di fango. Anche i Nine Inch Nails suonarono coperti di fango, in seguito ad un'altra battaglia.
La successiva edizione si intitola Woodstock 1999, che si è svolta come dice il nome, nel 1999.

## Scaletta del festival

### Venerdì 12 agosto

#### Sheryl Crow
- Can't Cry Anymore
- All I Wanna Do
- Love is a Good Thing
- Run, Baby, Run
- Leaving Las Vegas
- The Na-Na Song/I've Got a Feeling
- I Shall Believe

#### Blues Traveler
- Crash Burn
- Support Your Local Emperor
- Butt Anyway
- All I Wanna Do
- Law Rider
- Go Outside & Drive
- The Star-Spangled Banner
- Optimistic Thought

#### Jackyl
- Mental Masturbation
- Headed for Destruction
- I Stand Alone
- Push Comes to Shove
- Down on Me
- Dirty Little Mind
- Redneck Punk
- The Lumberjack
- She Loves my Cock

#### Del Amitri
- Just Like a Woman
- Crashing Down

#### Live
- Iris
- Top
- The Beauty of Gray
- Selling the Drama
- Shit Towne
- Lightning Crashes
- I Alone
- Operation Spirit (The Tyranny of Tradition
- White, Discussion

#### James
- Laid
- Sometimes (Lester Piggott)
- Sit Down

#### King's X
- Dogman
- Black Flag
- It's Love
- Manic Depression
- Over My Head
- Moanjam

#### Collective Soul
- Simple
- Gel
- Untitled
- Breathe
- Goodnight Good Guy
- Heaven's Already Here
- Shine
- Love Lifted Me
- Hymn 24

#### Candlebox
- Arrow
- Cover Me
- Change
- Don't You
- No Sense
- Bothered
- You
- Far Behind
- Voodoo Child (Slight Return)

#### Violent Femmes
- Dance, Motherfucker, Dance
- Kiss Off
- Blister in the Sun
- I Held Her in My Arms

#### Todd Rundgren
- Chant
- Proactivity
- No World Order
- Day Job

#### The Orb
- Outlands
- Valley
- Towers od Dub

#### Orleans
- Dance with Me
- Still the One

### Sabato 13 agosto

#### Aerosmith
- Eat the Rich
- Toys in the Attic
- Fever
- Draw the Line
- Rag Doll
- Cryin'
- Crazy
- Monkey on My Back
- Mama Kin
- Boogie Man
- Shut Up and Dance
- Stop Messin' Around
- Walk on Down
- Janie's Got a Gun
- Love in an Elevator
- Dude (Looks Like a Lady)
- Sweet Emotion
- Dazed and Confused
- Peter Gunn
- Come Together
- Dream On
- Livin' On the Edge
- Mother Popocorn
- Walk This Way

#### Crosby, Stills & Nash
- Love the one You’re with
- Military Madness
- Helplessly Hoping
- Deja Vu
- They won’t go away
- Marrakesh Express
- It won’t go away
- Unequal Love
- In my life
- Long Time Gone
- Street to lean on
- For What It’s worth
- Pre-Road Downs
- Southern Cross
- Wooden Ships
- Carry on
- Woodstock

#### Metallica
- Breadfan
- Master of Puppets
- Wherever I May Roam
- Harvester of Sorrow
- Fade to Black
- For Whom the Bell Tolls
- Seek & Destroy
- Guitar Solo
- Nothing Else Matters
- Creeping Death
- Whiplash
- Sad but True
- One
- Enter Sandman
- So What

#### Joe Cocker
- Feelin' Alright?
- Hitchcock Railway
- You Can Leave Your Hat On
- When the Night Comes
- The Simple Things
- Summer in the City
- Up Where We Belong
- Shelter Me
- Unchain My Heart
- The Letter
- With a Little Help From My Friends
- Cry Me a River
- You Are So Beautiful
- High Time We Went

#### Zucchero Fornaciari
- L'urlo
- I Go Crazy
- Dunes of Mercy
- Senza una donna
- Overdose (d'amore)
- Con le mani
- Diamante
- Diavolo in me
- Madre dolcissima

#### The Cranberries
- Sunday
- Pretty
- Wanted
- Linger
- Zombie
- Dreams
- (They Long to Be) Close to You

#### Nine Inch Nails
- Terrible Lie
- Sin
- March of the Pigs
- Something I Can Never Have
- Closer
- Reptile
- Wish
- Suck
- Burn
- The Only Time
- Down in It
- Dead Souls
- Help Me I Am in Hell
- Happiness in Slavery
- Head Like a Hole

#### Primus
- To Defy the Laws of Tradition
- Here Come the Bastards
- Those Damned Blue-Collar Tweekers
- Bob
- My Name Is Mud
- Jerry Was a Race Car Driver
- Seas of Cheese
- The Air Is Getting Slippery
- Nature Boy
- Harold of the Rocks
- Master of Puppets

#### Rollins Band
- Step Back
- Wrong Man
- Right Here Too Much
- Alien Blueprint
- Civilized
- Fool
- Disconnect
- Shine
- Liar

#### Youssou N'Dour
- New Africa
- Undecided (Japoulo)
- Maybe Tonight

#### Hot Tuna
- Embryonic Journey

### Domenica 14 agosto

#### Bob Dylan
- Jokerman
- Just Like a Woman
- All Along the Watchtower
- It Takes a Lot to Laugh, It Takes a Train to Cry
- Don't Think Twice, It's All Right
- Masters of War
- It's All Over Now, Baby Blue
- Good Knows
- I Shall Be Released
- Highway 61 Revisited
- Rainy Day Women #12 & 35
- It Ain't Me, Babe

#### Peter Gabriel
- Come Talk To Me
- Quiet Steam
- Steam
- Across the River
- Shakin' the Tree
- Blood of Eden
- San Jacinto
- Lovetown
- Red Rain
- Solsbury Hill
- Digging in the Dirt
- Sledgehammer
- Secret World
- In Your Eyes
- Biko

#### Red Hot Chili Peppers
- Grand Pappy Du Plenty
- Give It Away
- Suck My Kiss
- Warped
- Stone Cold Bush
- If You Have to Ask
- Organic Anti-Beat Box Band
- Aeroplane
- Blood Sugar Sex Magik
- Pea
- My Lovely Man
- Higher Ground
- Under the Bridge
- Me & My Friends
- The Power of Equality

#### Carlos Santana
- Soul Sacrifice
- A Love Supreme
- Peace on Earth ... Mother Earth ... Third Stone From the Sun
- Luz, amor y vida
- Angels All Around Us
- Spirits Dancing in the Flesh
- Somewhere in Heaven
- Savor
- Make Somebody Happy / Get It in Your Soul
- Wings of Grace
- Black Magic Woman / Gypsy Queen
- Oye como va
- Toussaint L'Ouverture
- Bacalao con pan
- Europa (Earth's Cry, Heaven's Smile)
- Jin-go-lo-ba

#### Green Day
- Welcome to Paradise
- One of My Lies
- Chump
- Longview
- Basket Case
- When I Come Around
- Burnout
- F.O.D.
- Paper Lanterns

#### Paul Rodgers
- Rock 'n' Roll Fantasy
- Can't Get Enough
- Feel Like Makin' Love
- Wishing Well
- Fire and Water
- Little Bit of Love
- Muddy Water Blues
- Rollin' Stone
- Standin' Round Crying
- I Don't Live Today
- The Hunter
- Bad Company
- All Right Now

## Inviti rifiutati
- Ai Guns N'Roses è stato chiesto di apparire al festival, ma la band ha rifiutato a causa di problemi interni e per la sensazione che il concerto fosse troppo "commerciale". Tuttavia, il chitarrista solista Slash ha fatto un'apparizione con Paul Rodgers.
- Durante il festival circolavano voci che i Rolling Stones avrebbero fatto un'apparizione a sorpresa perché erano programmati per un concerto a New York quel fine settimana.
- Johnny Cash, l'unica persona vivente in quel momento ad essere inserita sia nella Country Music Hall of Fame che nella Rock and Roll Hall of Fame, fu anche invitato a esibirsi, ma dopo aver appreso che non si sarebbe esibito sul palco principale, ha rifiutato di apparire.
- I promotori hanno inseguito i Nirvana per esibirsi al festival. A quel tempo, la band si ritirò da Lollapalooza a causa della salute del cantante Kurt Cobain. Cobain in seguito fu rinvenuto morto il 5 aprile 1994, alcuni mesi prima dell'evento.
- Gene Simmons e Paul Stanley, membri dei Kiss, offrirono 1 milione di dollari a Ace Frehley e Peter Criss per riunirsi alla band e partecipare come headliner al festival: questi ultimi due però rifiutarono. Peter Gabriel fu headliner e chiuse la manifestazione.